# Marco Holster
Marco Holster (Weesp, 4 december 1971) is een voormalig Nederlands profvoetballer. De middenvelder kwam onder meer uit voor AZ, Heracles Almelo en het Engelse Ipswich Town. 
Holster werd in 1993 door eerstedivisionist AZ weggehaald bij amateurclub SV Huizen. In drie seizoenen speelde hij 100 competitieduels voor AZ en scoorde hij negentien keer. In 1996 tekende hij een contract bij Heracles Almelo. Vervolgens speelde hij gedurende drie seizoenen in Engeland bij Ipswich Town alvorens terug te keren naar Nederland.